# Katee Sackhoff
Kathryn Ann Sackhoff (Portland, Oregon, 8. travnja 1980.) poznatija kao Katee Sackhoff, američka je glumica koja trenutno glumi pilota Karu "Starbuck" Thrace u znanstvenofantastičnoj seriji Galactica. Nominirana je 2004. za  nagradu Saturn kao najbolja sporedna glumica u TV seriji na osnovu njezinog nastupa u uvodnoj mini seriji Galactice. U svibnju 2006. godine ponovo je osvojila nagradu Saturn za istu ulogu.

## Karijera
Sackhoff je glumila u filmovima kao što su Noć vještica: Uskrsnuće (Halloween: Resurrection), ali i u televizijskim serijama kao što je Obrazovanje Maxa Bickforda (The Education of Max Bickford), s nekoliko gostujućih uloga u serijama poput Hitne službe i Zaboravljeni slučaj. Tumačila je glavnu žensku ulogu u akcijskom SF filmu The Last Sentinel, psihološkom trileru White Noise: The Light i drami How I Married My High School Crush.
U Galactici Katee nastupa kao Kara "Starbuck" Thrace, najbolji pilot u Kolonijalnoj floti. U originalnoj seriji iz 1979., Starbuck je bio muškarac, a glumio ga je Dirk Benedict. Odluka tvorca nove serije Ronalda D. Moorea da promjeni spol ovoga lika kontroverzna je među poklonicima stare serije.
Katee je glumila zlu bioničku ženu Sarah Corvus u pilotu serije Bionic Woman.

## Privatni život
Katee je odrasla u gradu St. Helens u američkoj državi Oregon. Njena majka Mary je učiteljica engleskog jezika, a njezin otac je građevinar. Maturirala je u srednjoj školi Sunset u Beavertonu 1998. Plivala je i bavila se baletom dok nije ozlijedila koljeno (kao i njezin lik Kara Thrace, koja je zbog toga morala prestati igrati piramidu), što ju je navelo da počne prakticirati jogu. Nakon srednje škole Katee odlazi u Los Angeles gdje dobiva ulogu u MTV-jevom pilotu Locust Valley ("Dolina skakavaca").
Katee ima tri tetovaže: kineski simbol za "izbor" na vratu, križ na lopatici koji zapravo prekriva prijašnju tetovažu malog srca što ga je napravila kada je imala 15 godina, a na nadlaktici latinski natpis bona fiscalia, što znači "javno vlasništvo" – dala ga je urezati kada je postala glumica. Osim tetovaža, još neki dijelovi Kateeinog života preslikani su u seriji: prsten koji nosi na palcu opisan je kao zaručnički prsten što ga je dobila od Zaka Adame, a Kateeina odluka da prestane pušiti kada joj je jedna obožavateljica rekla kako joj je Starbuck uzor u životu također je uklopljena u seriju između druge i treće sezone. Jako je dobra prijateljica njezine kolegice iz Galactice Tricie Helfer.
Kateein pas se zove Meatball. Nedavno je nabavila novoga u prodavaonici kućnih ljubimaca u Vancouveru, kojega je nazvala Nelly B. (po njezinom liku iz serije Obrazovanje Maxa Bickforda). Katee je visoka 1,69 m.

## Vanjske poveznice
- Katee Sackhoff u internetskoj bazi filmova IMDb-u (engl.)